# Zaleilah
A Zaleilah egy popdal, mely Romániát képviselte a 2012-es Eurovíziós Dalfesztiválen. A dalt a román Mandinga együttes adta elő spanyol–angol nyelven.
A dal a 2012. március 10-én rendezett román nemzeti döntőben nyerte el az indulás jogát. A döntőben a nézők és a szakmai zsűri szavazatai alakította ki a végeredményt. A dal pedig 22 ponttal (televoting: első helyezett – zsűri: második helyezett) az első helyen végzett, ami a tizenöt fős döntőben elegendő volt a győzelemhez.
Az Eurovíziós Dalfesztiválon a dalt először a május 22-én rendezett első elődöntőben adták elő, a fellépési sorrendben hatodikként az albán Rona Nishliu Suus című dala után, és a svájci Sinplus Unbreakable című dala előtt. Az elődöntőben 120 ponttal a harmadik helyen végzett, így továbbjutott a döntőbe.
A május 26-án rendezett döntőben a fellépési sorrendben harmadikként adták elő, az azeri Sabina Babayeva When the Music Dies című dala után és a dán Soluna Samay Should’ve Known Better című dala előtt. A szavazás során 71 pontot kapott, mely a 12. helyet helyet jelentette a huszonhat fős mezőnyben. A maximális 12 pontot egy országtól, Moldovától kapta meg.
A következő román induló Cezar volt It’s My Life című dalával a 2013-as Eurovíziós Dalfesztiválon.

## Slágerlistás helyezések
| Slágerlisták (2012) | Helyezés |
| ------------------- | -------- |
| Románia Top 100     | 18       |

## Lásd még
- Mandinga
- 2012-es Eurovíziós Dalfesztivál